# 大撒旦

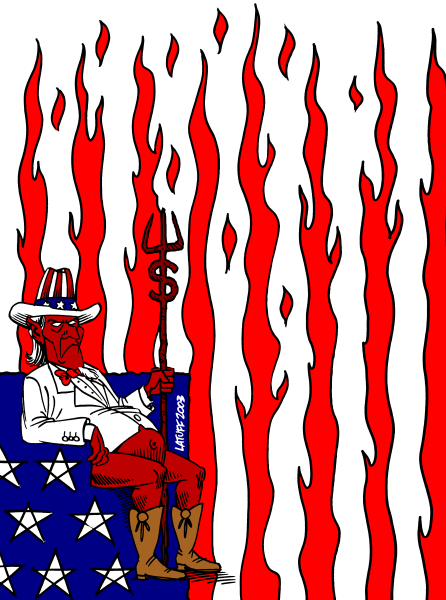
卡洛斯·拉特福所畫的《大撒旦》諷刺圖

「大撒旦」（羅馬化：Sheytân-e Bozorg）是伊朗對美國的一種貶稱，常與「美國去死」的口號並用，源於伊朗伊斯蘭革命期間。儘管這個稱號主要反映伊朗社會的反美情緒，但有時亦曾指向英國，不過用以諷刺英國的「老狐狸」一詞在當地更為常見。
這個稱號由伊朗宗教領袖魯霍拉·穆薩維·霍梅尼於1979年11月5日首次提出，即伊朗人質危機爆發的翌日。他在演說中斥責美國是輸出全球腐敗的帝國主義勢力。霍梅尼同時也以「小撒旦」形容以色列，尤其是在美以關係密切的語境下。此外，在冷戰格局下，他曾將蘇聯稱為「次撒旦」，主張革命後的伊朗應同時對抗美國與蘇聯兩大強權。

## 背景
由於英國和美國長期干預伊朗內政，伊朗伊斯蘭共和國政府一向懷有強烈的反西方情緒。早在1907年，英國與俄羅斯帝國簽訂協議，將伊朗劃為各自的勢力範圍，引發伊朗國內極大憤怒。46年後，即1953年，當時的伊朗總理穆罕默德·摩薩台推動石油產業國有化，美國中央情報局和英國軍情六處遂發動政變，推翻摩薩台政府，扶植親西方的穆罕默德·禮薩·巴列維國王重新掌權。當時艾森豪威爾政府憂慮，摩薩台的民族主義路線可能導致伊朗最終落入共產主義勢力手中。在中央情報局與軍情六處的策動和支持下，伊朗爆發大規模騷亂，摩薩台被推翻，巴列維國王重返權力中心，這不但保障西方對伊朗石油的控制，亦被視為阻止共產主義擴張的關鍵。主導這次軍事政變的法茲盧拉·扎赫迪將軍隨後出任總理。這場政變代號為「阿賈克斯行動」。政變初期一度看似失敗，巴列維國王甚至被迫短暫流亡。
1965年，大阿亞圖拉霍梅尼因為批評「白色革命」的多項改革而遭流放，當中包括賦予女性選舉權、推動土地改革，以及備受爭議的《駐軍地位法案》，該法案保障美軍人員在伊朗犯罪時享有外交豁免權。到了1970年代初期，反對巴列維國王的聲音在伊朗愈來愈強烈。最終，霍梅尼回國並領導1979年伊朗革命。革命期間，示威者常高喊「國王去死」、「獨立、自由、伊斯蘭共和國」和「美國去死」等口號，成為當時的象徵性呼聲。

## 來源和使用
據記載，霍梅尼於1979年11月5日曾形容「（美國是）大撒旦，是條受傷的毒蛇」。這個稱號在伊斯蘭革命期間及其後被廣泛使用，至今在伊朗部分政治圈內仍然流傳。在集會中提到這個稱號時，群眾常會同時高喊「美國去死!」。此外，「大撒旦」一詞亦曾出現在一些學術期刊中。

## 外部鏈接
- 维基语录上有关大撒旦的语录
- 维基共享资源上的相關多媒體資源：大撒旦